# Evangelical and Reformed Church
Evangelical and Reformed Church (E&R) var ett protestantiskt trossamfund i USA, bildat 1934 genom samgående mellan Reformed Church in the United States och Evangelical Synod of North America.
1957 gick E&R ihop med Congregational Christian Churches och några mindre kongregationalistiska samfund och bildade United Church of Christ